# José García Montalvo
José García Montalvo (València, 1964) és un investigador, professor universitari i economista valencià, catedràtic d'economia per la Universitat Pompeu Fabra.

## Biografia
Llicenciat en Ciències Econòmiques a la Universitat de València (1987) amb Premi Nacional Fi de Carrera, es va doctorar en Economia a Harvard (1993). És catedràtic d'Economia Aplicada a la Universitat Pompeu Fabra, així com professor investigador a la Barcelona GSE, a l'Institut Valencià d'Investigacions Econòmiques (IVIE) i ha obtingut dues vegades la distinció ICREA-Acadèmia de la Institució Catalana d'Estudis Avançats (ICREA). És consultor internacional per a diverses organitzacions com la Organització per a la Cooperació i el Desenvolupament (OCDE), la Unió Europea o el Banc Mundial, les seves investigacions se centren al voltant del desenvolupament econòmic i els efectes que tenen diferents aspectes socials que afecten la realitat econòmica com la situació laboral dels joves, els conflictes ètnics, la violència, les diferències de gènere, l'educació i l'accés a l'ocupació, entre d'altres. García Montalvo és autor de més d'un centenar d'articles científics que han vist la llum en publicacions com American Economic Review, Economic Journal, Review of Economics and Statistics, Journal of Economic Growth o Applied Psychology. També ha publicat 17 llibres com ara De la quimera immobiliària al col·lapse financer.
El 2019, en ocasió de la decisió per la qual se li va concedir el Premi Rei Jaume I d'Economia, el jurat va assenyalar «la seva valuosa i original investigació, clarivident i lligada estretament a la realitat econòmica». També té un do per veure l'aspecte de formulació de polítiques públiques». Dos anys abans va rebre el XV Premi Catalunya d'Economia. El 2023 es va anunciar que el projecte que dirigeix, aconseguit el Premi Nacional al Partenariat Publicoprivat en Investigació i Innovació que concedeix la Generalitat de Catalunya.
A la faceta de transferència del coneixement García Montalvo també col·labora freqüentment amb mitjans de comunicació tant escrits com televisió i ràdio i publicacions divulgatives.